# Plataforma continental
Em oceanografia, geomorfologia e geologia, plataforma continental é a porção dos fundos marinhos que começa na linha da costa e desce com um declive suave até o talude continental (onde o declive é muito mais pronunciado). Em média, a plataforma continental desce até uma profundidade de 200 metros, atingindo as bacias oceânicas.
A margem continental é a região entre a plataforma continental e a planície abissal. Pertence à crosta continental, porém submersa.
As plataformas têm o seu grau de inclinação e extensão determinados logo em sua gênese, pelo rifte que criou o oceano, mantendo suas características pela sedimentação então vigente. As características estruturais desse relevo peculiar são importantes científica e economicamente. Na vertente econômica, principalmente pelo fato de grande parte do petróleo explorado pelo mundo se encontrar nessas regiões sedimentares. Cientificamente, porque a plataforma continental é o local que abriga as principais evidências da eustasia, por exemplo, com beach rocks, vales entalhados, linhas de costas registradas e sua fauna fossilizada, entre outros vestígios geológicos.

## Topografia

Localização da plataforma continental.

Uma plataforma continental é uma plataforma submarina pouco profunda, localizada nas margens de um continente, que se inclina para o mar com um pendor suave que, em média, apresenta um ângulo de 0,1°. Em direção aos fundos oceânicos, a plataforma termina no talude continental, uma zona de acentuado pendor que marca a transição entre a crusta continental e a crusta oceânica. 

A plataforma continental é relativamente larga, tendo em média 70 a 80 km de largura, mas podendo variar de algumas dezenas de metros a 1500 km nas costas da Sibéria e América do Norte no Oceano Ártico.  Em geral, é pouco profunda (de 0 a -130 ou -180 m), podendo atingir 350m na Antártida. A área de plataforma é normalmente subdividida em plataforma continental proximal, plataforma continental média e plataforma continental distal, cada uma delas com as suas especificidades nos domínios da geomorfologia, da sedimentologia e da  biologia marinha.

## Distribuição geográfica
A largura da plataforma continental é consideravelmente variável- por exemplo, é comum uma área não ter praticamente nenhuma plataforma, isso ocorre principalmente em regiões de movimento tectônicos de subducção, como na costa do Chile ou na costa da oeste da Sumatra. A maior plataforma continental conhecida é a Plataforma siberiana no Oceano ártico, ela se estende por 1 500 km (quilômetros) de largura. O Mar da China meridional apresenta outra extensa área de plataforma continental, a Plataforma Sunda, que une Bornéu, Sumatra e Java ao continente asiático.
Embora a plataforma continental seja tratada como parte fisiográfica do oceano, ela não faz parte da bacia oceânica profunda propriamente dita, mas das margens inundadas do continente. 
As margens continentais passivas, como a maioria das costas atlânticas, têm plataformas largas e rasas, feitas de grossas cunhas sedimentares derivadas da longa erosão continental. As margens ativas têm plataformas estreitas e relativamente íngremes, devido as movimentação tectônica que transporta os sedimentos para o fundo do mar. 

### Largura das Plataformas Continentais
| Oceano                       | Média da Margem Ativa (km) | Máximo da Margem Ativa (km) | Média da Margem Passiva (km) | Máximo da Margem Passiva (km) | Média Total das Margens (km) | Máximo Total das Margens (km) |
| Oceano Ártico                | 0                          | 0                           | 104,1 ± 1,7                  | 389                           | 104,7 ± 1,7                  | 389                           |
| Oceano Índico                | 19 ± 0,61                  | 175                         | 47,6 ± 0,8                   | 238                           | 37 ± 0,58                    | 238                           |
| Mar Mediterrâneo e Mar Negro | 11 ±0,29                   | 79                          | 38,7 ± 1,5                   | 166                           | 17 ± 0,44                    | 166                           |
| Oceano Atlântico Norte       | 28 ± 1,08                  | 259                         | 115,7 ± 1,6                  | 434                           | 85 ± 1,14                    | 434                           |
| Oceano Pacífico Norte        | 39 ± 0,71                  | 412                         | 34,9 ± 1,2                   | 114                           | 39 ± 0,68                    | 412                           |
| Oceano Atlântico Sul         | 24 ± 2,6                   | 55                          | 123,0 ± 2,5                  | 453                           | 104 ± 2,4                    | 453                           |
| Oceano Pacífico Sul          | 214 ± 2,86                 | 357                         | 96,1 ± 2,0                   | 778                           | 110 ± 1,92                   | 778                           |
| Todos Oceanos                | 31 ± 0,4                   | 412                         | 88,2 ± 0,7                   | 778                           | 57 ± 0,41                    | 778                           |

## Sedimentos
As plataformas continentais são cobertas por sedimentos terrígenos, isto é, aqueles derivados de uma erosão dos continentes. No entanto, pouco do sedimento é proveniente dos rios, cerca de 60-70% dos sedimentos presentes nas plataformas continentais do mundo são sedimentos remanescentes, depositados durante a última glaciação, com o nível do mar 100-120 m abaixo do atual.
Outra característica dos sedimentos na plataforma continental é ficarem mais finos de acordo com a distância da costa. A areia é muito encontrada em águas rasas e agitadas pelas ondas, enquanto em águas mais profundas é mais comum um fundo de argila.

## Biota
Os Biomas Marítimos da Plataforma Continental, segundo a Classificação do WWF Global 200, contém 232 Biorregiões, da costa até 100 milhas náuticas de distância no mínimo ou no mínimo 200 m de profundidade: 
- Polar
- Mar e Costas temperadas
- Afloramento temperado
- Afloramento tropical
- Coral tropical

## Relevância econômica
Por ser relativamente mais acessível, a plataforma continental é a parte mais bem compreendida do fundo oceânico. A maior parte da exploração comercial do oceano, como de minério metálico, minério não metálico, extração de hidrocarboneto, ocorre na plataforma continental.
A definição legal de plataforma continental difere significativamente da definição geológica. A Convenção das Nações Unidas sobre o Direito do Mar (UNCLOS), afirma que a plataforma se entende até o limite da margem continental, mas não menos que 370 km e não mais que 650 km da linha de base. Assim, as ilhas vulcânicas habitadas, como as ilhas Canárias, que não tem uma plataforma continental real, têm uma plataforma continental legal, já as ilhas inabitáveis não têm plataforma continental. 